# Tuva
Tuva (russo:  Тува́, tr. Tuvá; em tuvano:  Тыва), oficialmente a República de Tuva (em russo: Респу́блика Тыва́; em tuvano:  Тыва Республика) é uma divisão federal da Federação da Rússia. Tem cerca de 300 000 habitantes e sua a capital é Quizil. Foi em Tuva que pela primeira vez uma mulher foi presidente da república de um país (uma república autónoma no seio da República Soviética Russa) na época moderna, a presidente Khertek Anchimaa-Toka.

## Geografia

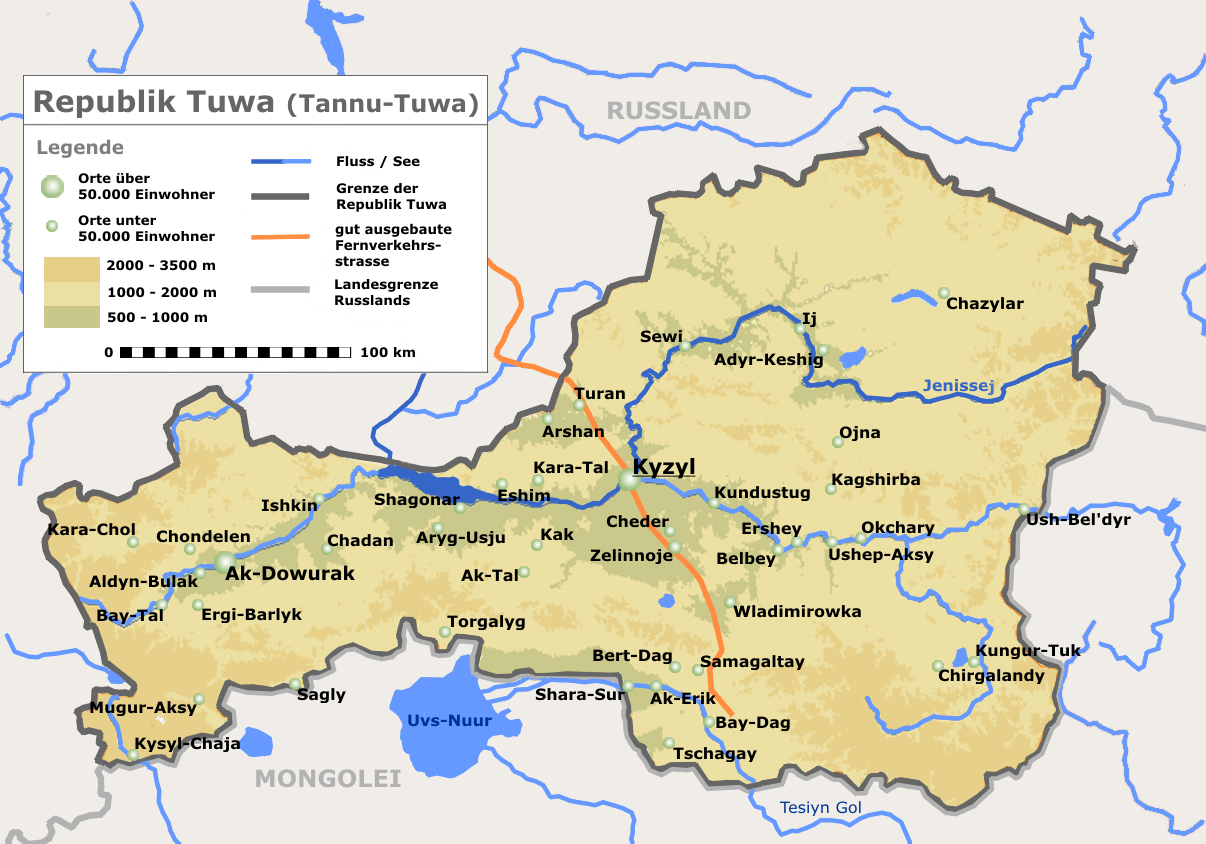
Mapa de Tuva

Tuva localiza-se no extremo sul da Sibéria. Sua capital, Quizil, fica no centro geográfico da Ásia. A porção oriental da república é coberta por florestas e elevada, enquanto a parte a oeste é de menor altitude e mais seca.
- Área: 170 500 km²
- Fronteiras:
  - internas: República da Cacássia (NO/N), Krai de Krasnoiarsk (N), Oblast de Irkutsk (N/NE), República da Buriácia (E), República de Altai (SO/O)
  - internacionais: Mongólia (S) (extensão da linha fronteiriça: 1 305 km)
- Maior altitude: Monte Mongun-Taiga (3 970 m)
- Maior distância N→S: 450 km.
- Maior distância E→O: mais de 700 km.

### Fuso horário
Tuva se situa na zona horária de Krasnoiarsk (KRAT/KRAST). Sua hora com relação ao UTC é +0700 (KRAT) / +0800 (KRAST).

### Rios
Há mais de 8 000 rios na República de Tuva. A área inclui curso alto do rio Ienissei. Grande parte dos rios da região são afluentes do Ienissei. Há ainda numerosas nascentes em Tuva.
Entre os principais rios estão:
- Rio Bolshoi Ienissei (também chamado Biy-Khem ou Bii-Khem)
- Rio Kantegir
- Rio Khemtchik
- Pequeno Rio Ienissei (também chamado Ka-Khem ou Kaa-Khem)
- Alto Rio Ienissei (também chamado Ulug-Khem)

### Lagos

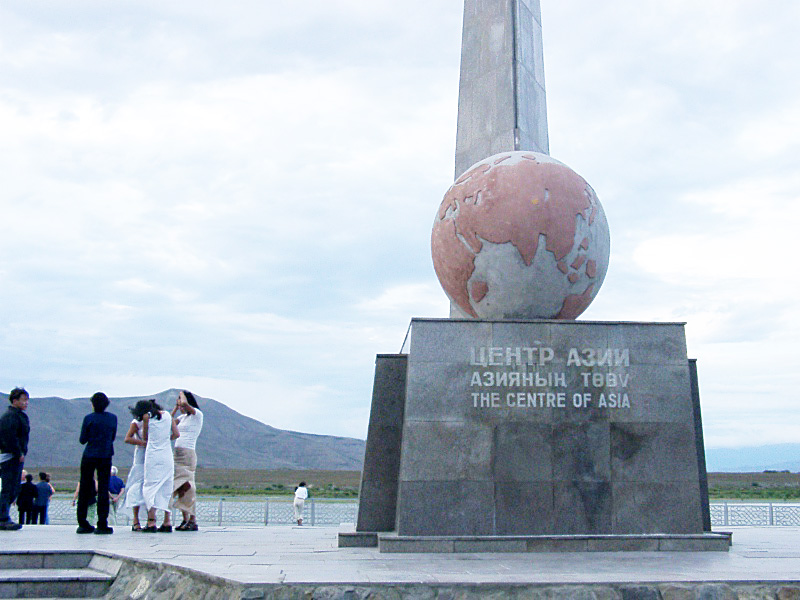
Kyzyl, capital de Tuva

Existem diversos lagos no território da república. Na maior parte, lagos de depressão e residuais (lagos salgados).
Incluem-se entre os maiores lagos:
- Lago Todja (também chamado lago Azas) (100 km²) — o maior da república
- Uvs Nuur — dividido com a Mongólia e Património Mundial da UNESCO com o nome Bacia do Uvs Nuur
- Lago Kadysh
- Lago Many-Khol

### Montanhas
A área da República de Tuva é uma região montanhosa com uma altitude média de 600 metros, circundada pelos montes Saian e Tannu-Ola. As montanhas cobrem mais de 80% do território.

### Recursos naturais
Os principais recursos naturais de Tuva são carvão mineral, minério de ferro e ouro.

## História
O território de Tuva foi controlado pelo Império Xiongnu (209 a.C. a 93 d.C.) e pelo estado de Xianbei Mongol (93–234), Canato Rourano (330–555), o Quirguiz Yenisei (século VII a século XIII), Império Mongol (1206 –1271), dinastia Yuan (1271–1368), dinastia Yuan do Norte (1368–1691), Canato Cotegoída e Canato da Zungária (1634–1758). Tribos medievais mongóis, incluindo oirates e tumedes, habitavam áreas que agora fazem parte da república de Tuva.
De 1758 a 1911, foi parte da dinastia Qing da China e administrada pela Mongólia Exterior. Durante a Revolução Xinhai na China, a Rússia czarista formou um movimento separatista entre os tuvanos, enquanto também havia grupos pró-independência e pró-mongóis. O czar Nicolau II concordou com a terceira petição da liderança de Tuva em 1912, estabelecendo um protetorado sobre o então estado independente. Alguns russos, como mercadores, viajantes e exploradores já se estabeleceram em Tuva naquela época. Tuva tornou-se nominalmente independente como República Uryankhay antes de ser colocada sob o protetorado russo como Uryankhay Krai sob o czar Nicolau II, em 17 de abril de 1914.
Uma capital tuvana foi estabelecida, chamada Belotsarsk (Белоца́рск; literalmente, "(Cidade) do Czar Branco"). Enquanto isso, em 1911, a Mongólia tornou-se independente, embora sob proteção russa. Após a Revolução Russa de 1917, que encerrou a autocracia imperial, a maior parte de Tuva foi ocupada de 5 de julho de 1918 a 15 de julho de 1919 pelas tropas russas brancas de Aleksandr Kolchak. Pyotr Ivanovich Turchaninov foi nomeado governador do território. No outono de 1918, a parte sudoeste foi ocupada por tropas chinesas e a parte sul por tropas mongóis lideradas por Khatanbaatar Magsarjav.
De julho de 1919 a fevereiro de 1920, o Exército Vermelho comunista controlou Tuva, mas de 19 de fevereiro de 1920 a junho de 1921 foi ocupada pela China (o governador era Yan Shichao [tradicional, transliteração Wade-Giles: Yan Shi-ch'ao]). Em 14 de agosto de 1921, os bolcheviques estabeleceram a República Popular de Tuva, popularmente chamada de Tannu-Tuva. Em 1926, a capital (Belotsarsk; Khem-Beldyr desde 1918) foi renomeada para Kyzyl, que significa "vermelha". Tuva era de jure um estado independente entre as Guerras Mundiais. O primeiro governante do estado, o primeiro-ministro Donduk, procurou fortalecer os laços com a Mongólia e estabelecer o budismo como religião oficial. Isso perturbou o Kremlin, que orquestrou um golpe realizado em 1929 por cinco jovens tuvanos graduados na Universidade Comunista dos Trabalhadores do Leste em Moscou.
Em 1930, o regime pró-soviético descartou a escrita mongol do estado em favor de um alfabeto latino projetado para Tuva por lingüistas russos. Em 1943, a escrita cirílica substituiu o latim. Sob a liderança do secretário do Partido Salchak Toka, os russos étnicos receberam plenos direitos de cidadania e as influências budistas e mongóis no estado e na sociedade de Tuva foram sistematicamente reduzidas.
Tuva foi anexada pela União Soviética em 1944, com a aprovação do Pequeno Khural (parlamento) de Tuva, mas sem um referendo sobre o assunto. Tornou-se o Oblast Autônomo de Tuva dentro da República Socialista Federativa Soviética da Rússia após a vitória soviética na Segunda Guerra Mundial. Salchak Toka, o líder do Partido Revolucionário do Povo Tuvano, recebeu o título de Primeiro Secretário do Partido Comunista Tuvano e tornou-se o governante de fato de Tuva até sua morte em 1973. Ela se tornou a República Socialista Soviética Autônoma de Tuva, em 10 de outubro de 1961.
Em fevereiro de 1990, o Movimento Democrático Tuvano foi fundado por Kaadyr-ool Bicheldei, um filólogo do Instituto Pedagógico do Estado de Kyzyl. O objetivo do partido era proporcionar empregos e moradia (ambos eram escassos) e também melhorar o status da língua e da cultura tuvana. No final do ano, houve uma onda de ataques contra a considerável comunidade russa de Tuva, incluindo ataques de franco-atiradores a caminhões e ataques a assentamentos remotos com 168 mortos. As tropas russas foram finalmente convocadas. Muitos russos deixaram a república durante este período. Tuva permaneceu remota e de difícil acesso.
Tuva foi signatária do tratado de 31 de março de 1992 que criou a Federação Russa. Uma nova constituição para a república foi elaborada em 22 de outubro de 1993. Isso criou um parlamento de 32 membros (Supremo Khural) e um Grande Khural, que trata da legislação local. Esta constituição foi aprovada por 53,9% (ou 62,2%, de acordo com outra fonte) dos tuvanos em um referendo em 12 de dezembro de 1993. Ao mesmo tempo, o nome oficial foi alterado de Tuva (Тува) para Tyva (Тыва).

## Demografia
- População total: 305 510 (2002)
  - Urbana: 157 299 (51,5%)
  - Rural: 148 211 (48,5%)
  - Homens: 144 961 (47,4%)
  - Mulheres: 160 549 (52,6%)
    - Mulheres para 1000 homens: 1 108
- Média etária: 25,5 anos
  - Urbana: 26,4 anos
  - Rural: 24,5 anos
  - Homens: 25,2 anos
  - Mulheres: 27,6 anos
- Número de famílias: 82 882
  - Urbano: 47 073
  - Rural: 35 809
- Estatísticas de vida (2005)
  - Nascimentos: 5 979 (Taxa de natalidade 19,4)
  - Mortes: 4 326 (Taxa de mortalidade 14,0)
- Grupos étnicos

De acordo com o censo russo de 2002, os tuvanos, um grupo de povos túrquicos, representam 77,0% da população da república. Outros grupos incluem os russos (20,1%), os komis (1 404 pessoas, ou 0,5%), e diversos outros grupos que não chegam cada um a 0,5% do total da população.
As línguas oficiais são o tuvano e o russo.

## Religião
Duas religiões são comuns entre o povo de Tuva: o budismo tibetano e o xamanismo. O atual líder espiritual do budismo tibetano é Tenzin Gyatso, o décimo quarto Dalai Lama. Em setembro de 1992, Tenzin Gyatso visitou Tuva por três dias. Em 20 de setembro, ele abençoou e consagrou a bandeira amarelo-azul-branca de Tuva, que havia sido oficialmente adotada três dias antes.
O povo tuvano - junto com os uigures amarelos na China - é um dos únicos dois grupos turcos que são principalmente adeptos do budismo tibetano, que coexiste com as tradições xamanísticas nativas.
Os tuvanos foram expostos ao budismo pela primeira vez durante os séculos XIII e XIV, quando Tuva entrou na composição do Império Mongol. Os primeiros templos budistas descobertos por arqueólogos no território de Tuva datam dos séculos XIII e XIV. Durante os séculos XVI e XVII, o budismo tibetano ganhou popularidade em Tuva. Um número crescente de templos novos e restaurados está entrando em uso, e tem havido uma tendência crescente de noviços sendo treinados como monges e lamas nos últimos anos. A prática religiosa diminuiu sob as políticas restritivas do período soviético, mas agora está florescendo.

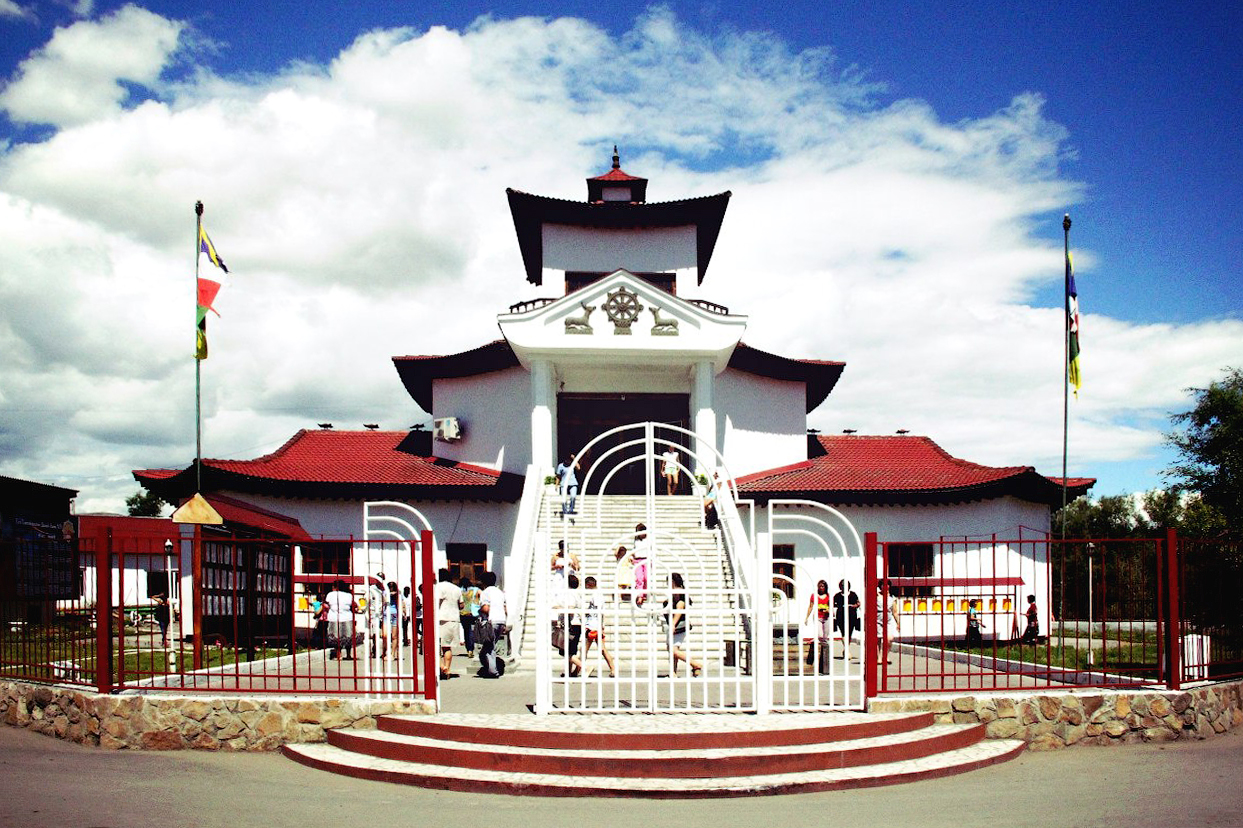
Templo budista de Kyzyl (Цеченлиң / Tsechenling)

O xamanismo também está sendo revivido, inclusive nas formas Tengrianas organizadas.
De acordo com uma pesquisa de 2012, 61,8% da população de Tuva adere ao Budismo, 8% ao Tengrismo ou Xamanismo Tuvano, 1,5% à Igreja Ortodoxa Russa, aos Velhos Crentes ou outras formas de Cristianismo, 1% ao Protestantismo. Além disso, 7,7% seguem outras religiões ou não responderam ao questionário. 8% da população declara ser "espiritual, mas não religiosa" e 12% ateu.

## Política
O chefe do governo em Tuva é o presidente do governo, eleito para um mandato de quatro anos. O primeiro Presidente do Governo foi Sherig-ool Oorzhak. Em 2007, o Presidente do Governo era Sholban Kara-ool. A legislatura de Tuva, o Grande Khural, tem 162 assentos; cada deputado é eleito para um mandato de quatro anos. A atual bandeira de Tuva - amarela para prosperidade, azul para coragem e força, branca para pureza - foi adotada em 17 de setembro de 1992.

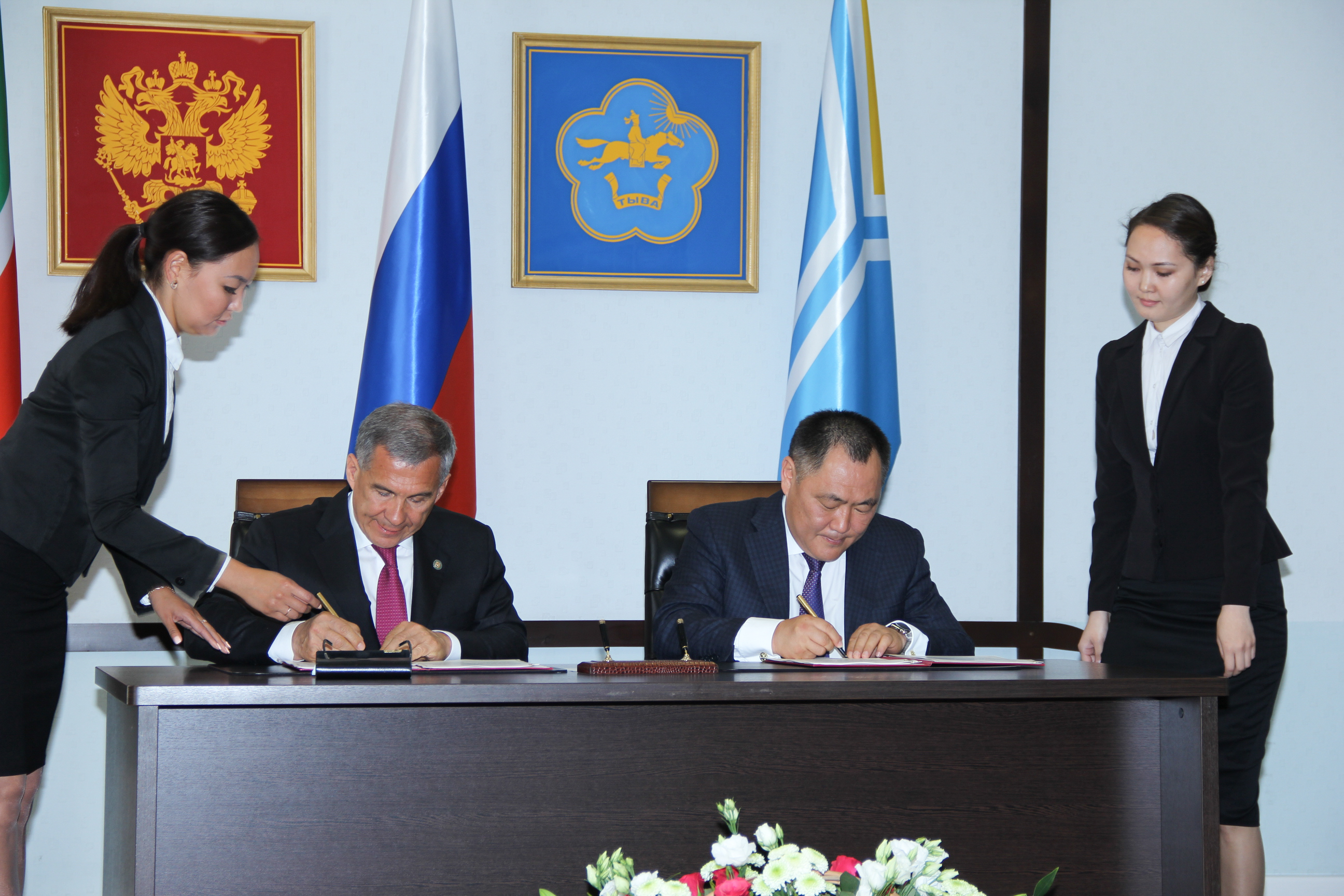
Presidente da República de Tuva Sholban Kara-ool (à direita) em 2016

A Constituição da República foi adotada em 23 de outubro de 1993. Em 3 de abril de 2007, o presidente russo Vladimir Putin nomeou Sholban Kara-ool, 40, um ex-campeão de luta livre, como Presidente do Governo de Tuva. A candidatura de Sholban Kara-ool foi aprovada pelo Khural em 9 de abril de 2007.

## Economia
Tuva tem uma indústria de mineração em desenvolvimento (carvão, cobalto, ouro e muito mais). As indústrias de processamento de alimentos, madeira e metalurgia também estão bem desenvolvidas. A maior parte da produção industrial está concentrada na capital Kyzyl e em Ak-Dovurak. De acordo com o IDH, a República de Tuva é a região menos desenvolvida da Rússia.

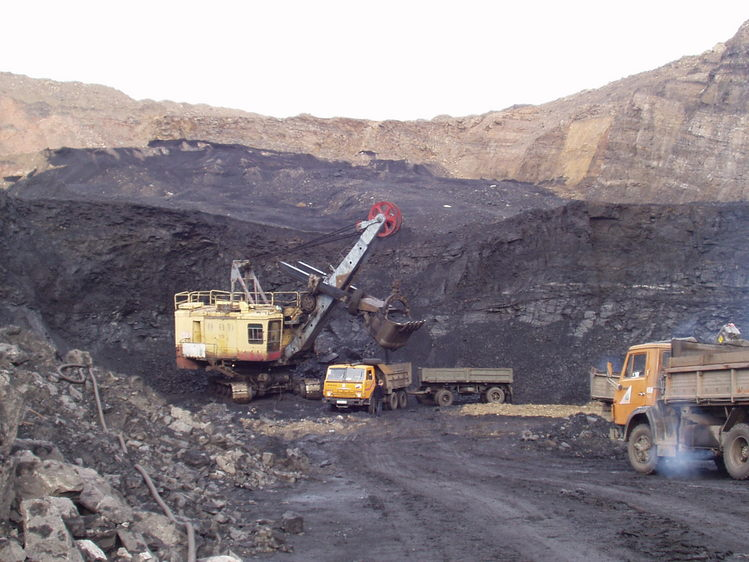
Uma mina de carvão em Tuva.

## Turismo
Tuva é uma região com uma história, cultura e natureza únicas. Todas as zonas nativas da Terra, exceto savana (até mesmo a floresta tropical, veja floresta tropical do sul da Sibéria) são apresentadas em Tuva. Existem mais de 100 nascentes de água mineral em Tuva. O maior deles são as fontes termais quentes Ush-Beldir e Tarys, a temperatura da água é de 52-85 °C.
Fontes minerais frias e lagos salgados são populares entre os turistas e a população em geral por suas qualidades medicinais. A localização geográfica de Tuva, entre a taiga do leste da Sibéria e a paisagem da Ásia Central, gera uma riqueza de flora e fauna.

### Lugares populares
- Montanha mais alta: Mongun-Taiga
- Lago Azas

## Transporte
Tuva não tem uma ferrovia, embora os famosos selos postais da década de 1930, projetados em Moscou durante a independência de Tuva, retratem erroneamente locomotivas como uma demonstração de progresso de inspiração soviética lá.

## Cultura
Tradicionalmente, o povo tuvano é uma cultura nômade da Ásia Central que habita uma yurt, com tradições distintas em música, culinária e arte popular. A música tuvana apresenta o canto gutural tuvana (khoomei), em que o cantor canta um tom fundamental e um harmônico simultaneamente. Este tipo de canto pode ser ouvido durante apresentações da Orquestra Nacional de Tuva, em eventos como o 'Dia Internacional de Khoomei', realizado no Teatro Nacional Tuvano em Quizil.
O cantor Sainkho Namtchylak tem seguidores internacionais. Namtchylak também está muito envolvido com a cultura tuvana, todos os anos convidando músicos ocidentais para se apresentarem em Kyzyl e aprenderem sobre Tuva, sua cultura e sua música.
Nos últimos anos, Kongar-ool Ondar, outro cantor gutural tuvano tornou-se bem conhecido no Ocidente, em grande parte por causa do filme Genghis Blues com Ondar e o cantor de blues americano Paul Pena.
Huun-Huur-Tu tem sido um dos conjuntos de música tuvana mais conhecidos desde o final dos anos 1990, enquanto o conjunto Alash ganhou destaque no início dos anos 2000.
A tradição do artesanato tuvano inclui o entalhe em pedra macia (agalmatolito). Um motivo frequente são os animais de tamanho portátil, como os cavalos.
Escavações arqueológicas importantes em Tuva incluem Arzhaan-1 e Tunnug 1, datando do século IX a.C. e Arzhaan-2, onde a arte animal cita em grande variedade e mais de 9.000 peças decorativas de ouro foram descobertas.  Uma coleção de joias de ouro deste site está em exibição no Museu Nacional Aldan-Maadyr em Kyzyl.
Os festivais que celebram as tradições tuvanas incluem o festival de cinema ecológico "The Living Path of Dersu", o Festival Interregional de Culturas Nacionais "Heart of Asia". Tornou-se tradição realizar o festival internacional de música ao vivo "Ustuu-Khuree", o Simpósio Internacional "Khoomei - o fenômeno da cultura dos povos da Ásia Central", o concurso regional-festival de intérpretes de instrumentos nacionais "Dingildai ", o Festival Internacional de Feltro" Patterns of Life on Felt "Canções pop" Melodies of the Sayan Mountains ".
Khuresh, a forma de luta livre tuvana, é um esporte muito popular. Os competidores vestem trajes coloridos com mangas compridas, com o objetivo de lançar o oponente ao chão. As competições são realizadas no festival anual Naadym em Tos-Bulak.

## Esportes
Bandy é tocado em Tuva. O estilo de luta livre mongol é muito popular, assim como a maioria das artes marciais. Obviamente, esportes relacionados à equitação também são predominantes na área.

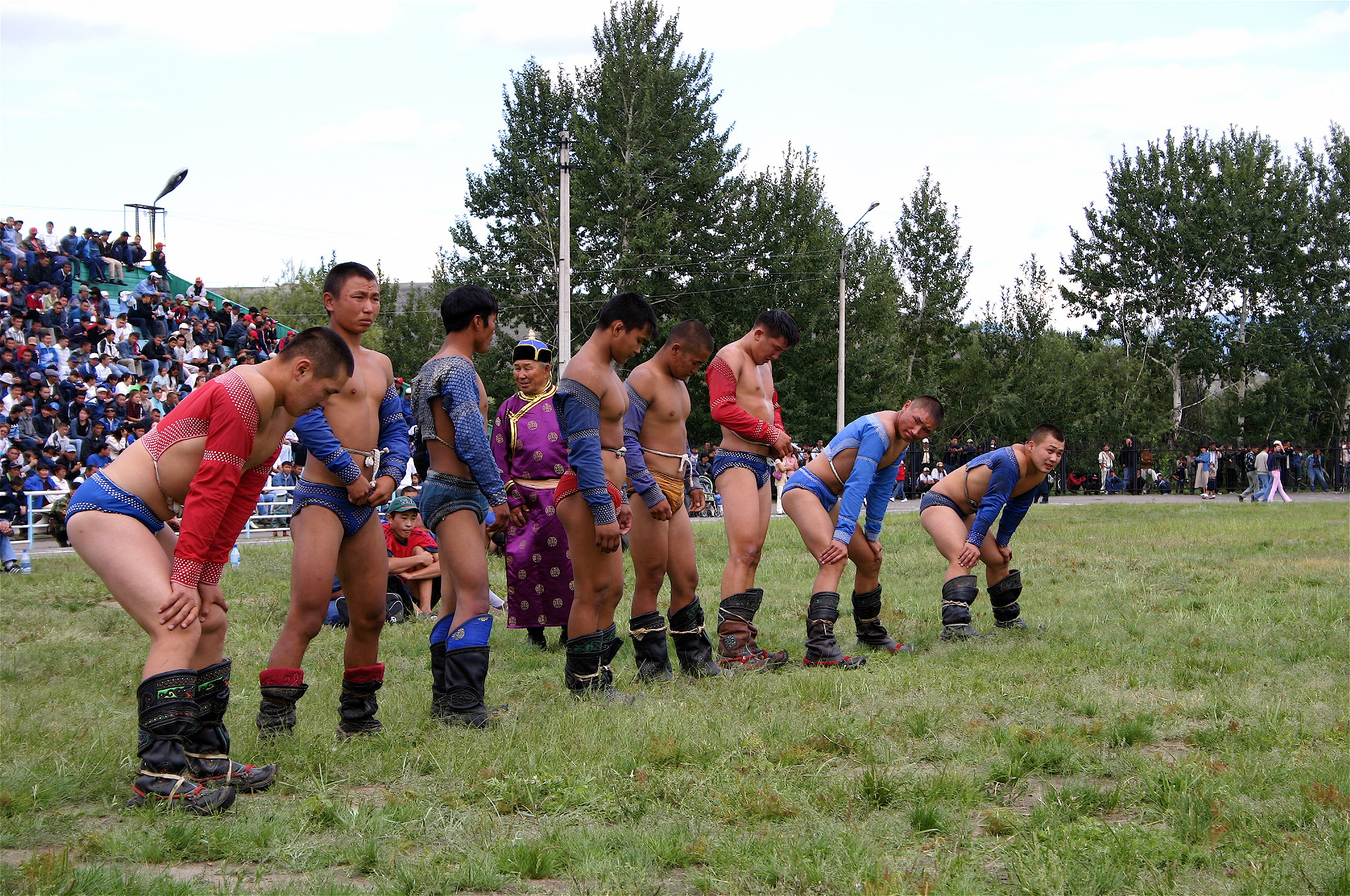
Competição de luta livre no estádio "Хүреш" (do tuvano, uma grafia invertida de "Khuresh")

## Educação
As instalações mais importantes de ensino superior incluem a Tuvan State University e o Tuvan Institute of Humanities, ambos na capital, Kyzyl.